# Егоров, Алексей Андреевич
Алексей Андреевич Егоров (6 февраля 1906, дер. Аполево, Зубцовский уезд, Тверская губерния — 26 ноября 1974, Калуга, РСФСР) — советский политик, председатель Калининградского (1948—1951) и Калужского (1952—1961) облисполкомов. Депутат Верховного Совета СССР 3 созыва. Избирался депутатом Верховного Совета РСФСР.

## Биография
Родился в марте 1906 г. в д.Аполево Бубновской волости Зубцовского уезда Тверской губернии в семье крестьянина. В 1919 окончил 5 классов школы 1-й ступени в Зубцове, в октябре 1919 вступил в комсомол. Работал в Ржевском (Зубцовском) укоме РКСМ (1920—1925; в 1923—1925 ответственный секретарь Ржевского уездно-городского комитета РКСМ), Тверском губкоме РКСМ (1925—1926), Тарском окружкоме РКСМ (1926—1928). В 1928—1930 — на партийной и советской работе.
Окончил Ржевскую районную (в 1922) и Тверскую губернскую (в 192) совпартшколы. Был делегатом VI, VII, VIII съездов комсомола. Член РКП(б) с 1924 года.
После окончания в 1933 Всесоюзный коммунистический сельскохозяйственный университет имени И. В. Сталина в Ленинграде направлен на северный Кавказ, где работал на Темрюкской МТС в Краснодарском крае. В 1937—1939 гг. — секретарь Темрюкского райкома ВКП(б), с декабря 1940 г. — заведующий сельскохозяйственным отделом, с августа 1941 г. — военным отделом Краснодарского крайкома ВКП(б); с апреля 1942 г. — секретарь крайкома ВКП(б) по водному транспорту.
Участник Великой Отечественной войны, в период немецкой оккупации Кубани (1942—1943) руководил Анапским соединением партизанских отрядов Краснодарского края, после освобождения края — первый заместитель председателя Краснодарского крайисполкома.
В 1947—1948 секретарь Калининградского обкома ВКП(б). С 15 апреля 1948 года по декабрь 1951 года — председатель Калининградского облисполкома. С 20 февраля 1952 года по 14 марта 1961 года — председатель Калужского облисполкома, одновременно начальник сектора Калужского областного статуправления (1952—1963). С 1961 года на пенсии.
Будучи пенсионером, работал старшим инструктором-методистом Калужского областного совета по туризму (1968—1970), принимал участие в подготовке и издании буклета-альбома «Земля Калужская» и туристской схемы «Калужская область» (автор текстов).
Делегат XIX, XX и XXI съездов КПСС.

## Награды
- орден Отечественной войны 1-й степени
- орден Трудового Красного Знамени (20.03.1956)
- 7 медалей, в т. ч. медаль «За победу над Германией в Великой Отечественной войне 1941–1945 гг.», «За оборону Севастополя», «За оборону Кавказа»[1]